# Грютвікен

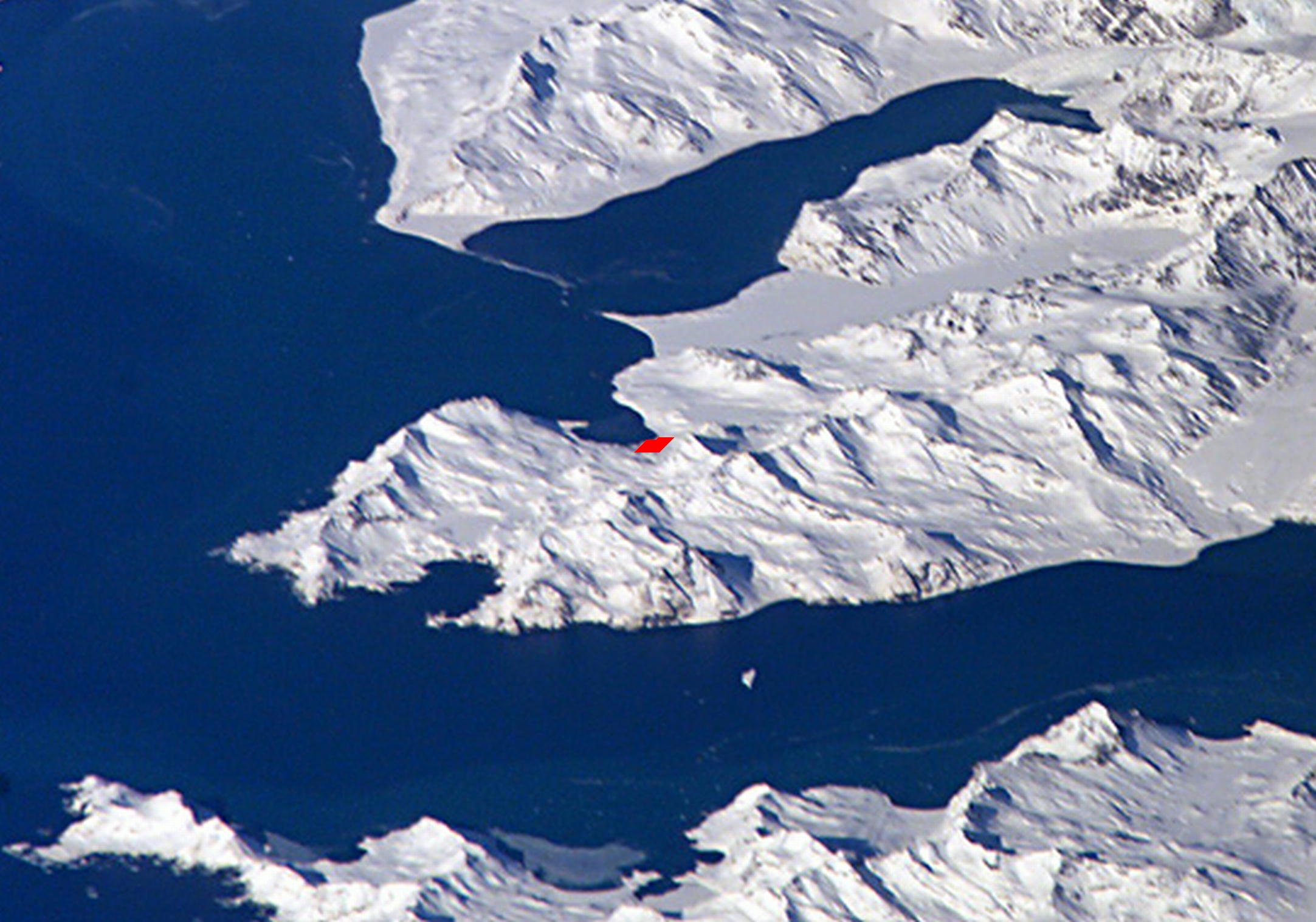
Півострів Тетчер з Грютвікеном

Грютвікен (швед. Grytviken, «Котельна затока») — найбільша китобійна станція у світі. Розташована на острові Південна Джорджія. Постійне населення відсутнє.

## Географія
Грютвікен розташований на східному березі півострова Тетчер, біля невеликої затоки Кінг-Едуард (так і назвали «Грютвікен» спочатку), частина бухти Східний Камберланд на північно-східному узбережжі острову Південна Джорджія.

### Клімат
Місто знаходиться у зоні антарктичних пустель. Найтепліший місяць — лютий із середньою температурою 6,7 °C (44 °F). Найхолодніший місяць — червень, із середньою температурою –1,1 °C (30 °F).
| Клімат Грютвікена       | Клімат Грютвікена | Клімат Грютвікена | Клімат Грютвікена | Клімат Грютвікена | Клімат Грютвікена | Клімат Грютвікена | Клімат Грютвікена | Клімат Грютвікена | Клімат Грютвікена | Клімат Грютвікена | Клімат Грютвікена | Клімат Грютвікена | Клімат Грютвікена |
| Показник                | Січ.              | Лют.              | Бер.              | Квіт.             | Трав.             | Черв.             | Лип.              | Серп.             | Вер.              | Жовт.             | Лист.             | Груд.             | Рік               |
| Абсолютний максимум, °C | 22                | 22                | 20                | 18                | 22                | 12                | 17                | 16                | 20                | 13                | 20                | 22                | 22                |
| Середній максимум, °C   | 7                 | 8                 | 7                 | 4                 | 1                 | 0                 | 0                 | 1                 | 2                 | 3                 | 5                 | 6                 | 3                 |
| Середня температура, °C | 6                 | 6                 | 5                 | 2                 | 0                 | −1                | −1                | 0                 | 1                 | 2                 | 3                 | 4                 | 2                 |
| Середній мінімум, °C    | 3                 | 4                 | 3                 | 1                 | −1                | −2                | −2                | −2                | −1                | 0                 | 1                 | 2                 | 0                 |
| Абсолютний мінімум, °C  | −5                | −3                | −8                | −5                | −8                | −10               | −12               | −12               | −10               | −9                | −7                | −7                | −12               |
| Норма опадів, мм        | 90                | 120               | 140               | 140               | 150               | 130               | 140               | 130               | 100               | 90                | 90                | 80                | 1480              |
| ----------------------- | ----------------- | ----------------- | ----------------- | ----------------- | ----------------- | ----------------- | ----------------- | ----------------- | ----------------- | ----------------- | ----------------- | ----------------- | ----------------- |
| Джерело: Weatherbase    |                   |                   |                   |                   |                   |                   |                   |                   |                   |                   |                   |                   |                   |

## Історичні дані
Грютвікен є портом острову, а з 1909 р. тут знаходиться резиденція британського Магістрату і портове, митне, імміграційне, риболовне, поштове керівництво й адміністрація. Адміністративний комплекс Уряду Південної Джорджії розташований разом з науковою станцією Британської антарктичної служби на мисі Кінг-Едуард біля входу в однойменну затоку на відстані всього 800 метрів від китобійного селища (зазвичай також вважається частиною Грютвікена).

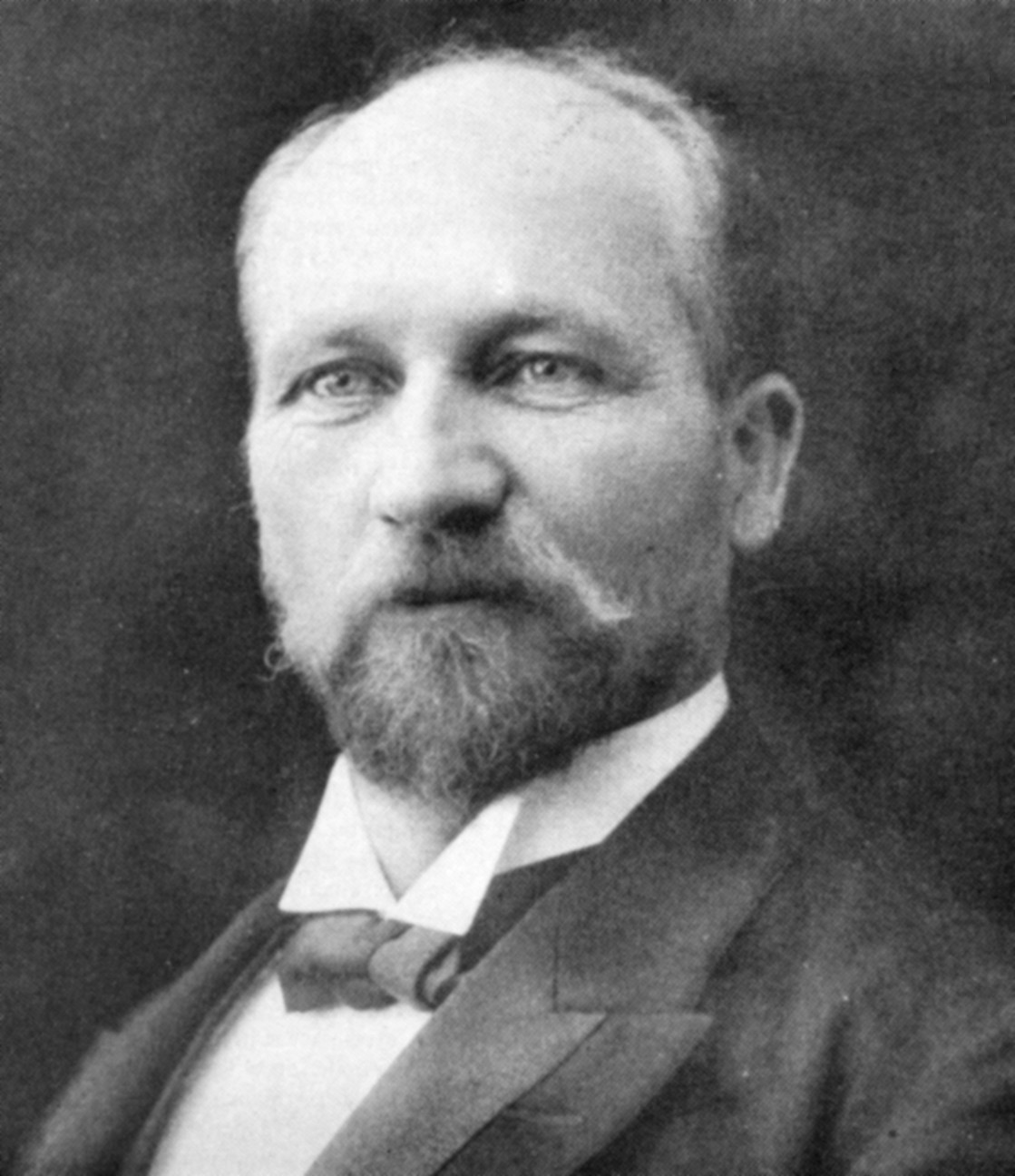
Карл А. Ларсен

Китобійну базу збудували в 1904 р. 60 норвежців під керівництвом Карла Антона Ларсена незадовго після прибуття на острів 16 листопада. 24 грудня того ж року був запущений завод з виробництва китового жиру. Ларсен вибрав місце для китобійної бази під час попередніх відвідин цих місць в 1902 р. як капітан судна «Антарктик» шведської антарктичної експедиції під керівництвом Отто Норденскьольда.

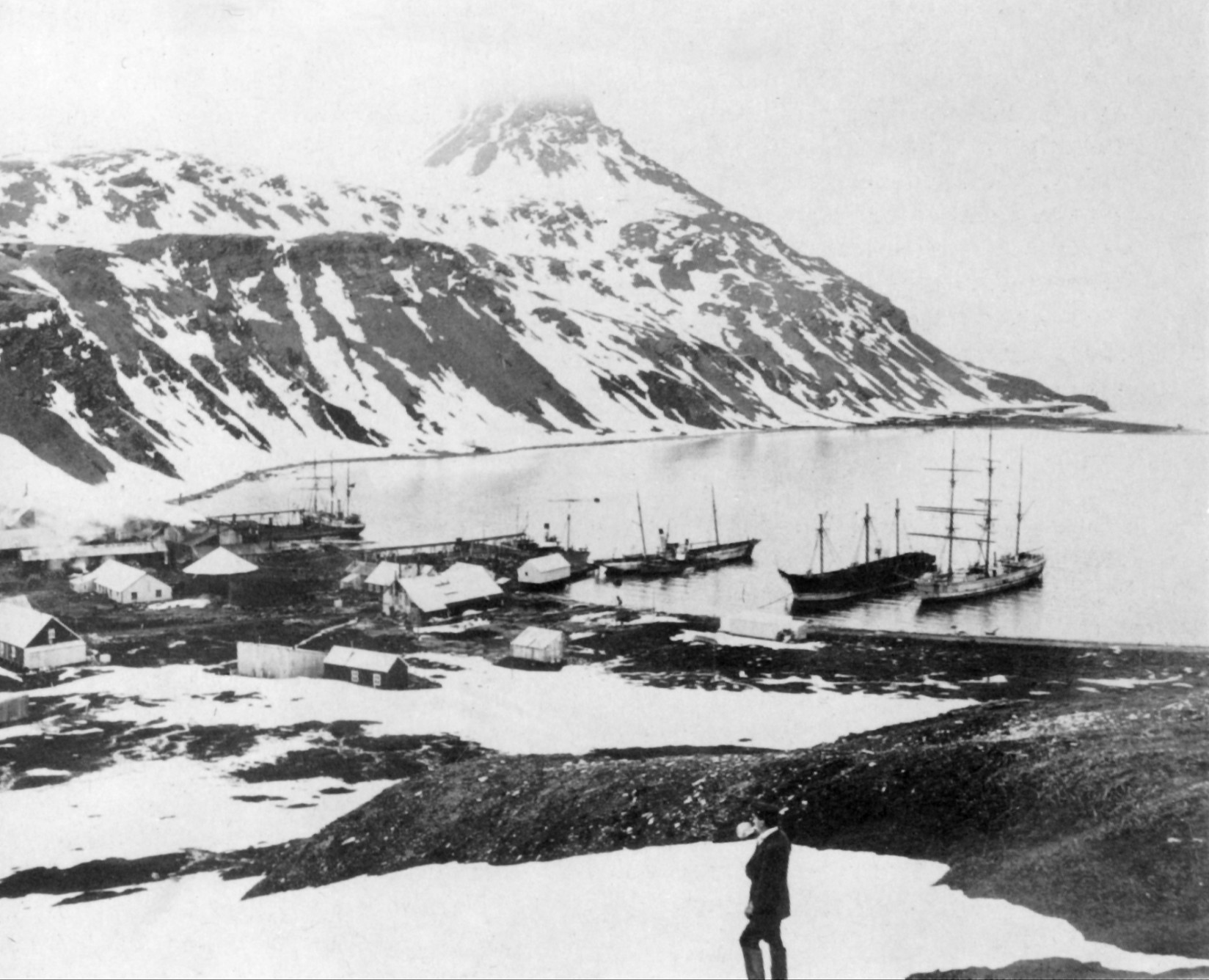
Грютвікен, 1914 р.

Грютвікен був першою китобійною базою в Антарктиці. Спочатку належав Аргентинській рибній компанії «Pesca», заснованій Ларсеном. Коли фабрика почала приносити прибуток, нею зацікавилися британці, які згадали, що Південна Георгія належить їм. І вони змусили фабрику працювати з дозволу британців і сплачувати податок. Окрім того, вони прислали в Грютвікен свого губернатора, а в 1908 р. офіційно проголосили Фолкленди, Південну Джорджію, Південні Сандвічеві, Оркнейські  острови та Антарктичний півострів британською територією. Вони повторили це і в 1917 р. Ніхто тоді не наважився з цим сперечатися. Адже британці переконали китобоїв Ларсена піти під британську залежність стволами своїх корабельних гармат. З 1 січня 1906 р. Грютвікен працював з китобійною ліцензією, виданою губернатором Фолклендських островів, яку компанія отримала через британське посольство в Буенос-Айресі. Розпочалася бійня антарктичних морських велетнів. З 1907 р. до початку війни китобої добули 10 тис. особин китів різних видів. Намагаючись піти з-під нагляду британців, норвежці організовували плавучі китобійні фабрики, що з 1905 р. базувалися на Південних Шетлендах. Жир добутих китів транспортується до Пунта-Аренаса.
1960 р. Грютвікен був проданий компанії Албіон Стар (Південна Джорджія), причому в 1963—1964 базу орендувала японська китобійна компанія Кокусай Гьогьо кабусікігайся. Діяльність остаточно завершилася 4 грудня 1964 р. Як і інші китобійні станції на острові, з 1979 р. належить британській компанії Крістіан Сальвесен.

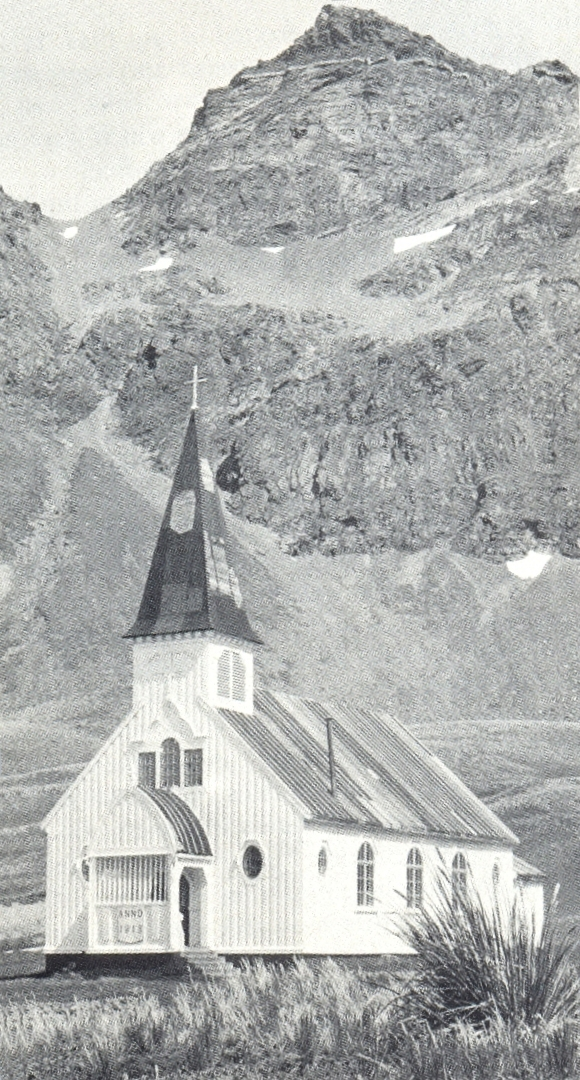
Норвезька церква, Грютвікен

Регулярні метеорологічні спостереження в Грютвікені започаткував Карл Антон Ларсен в 1905 р. З 1907 р. проводились Аргентинською рибною компанією в співпраці з Аргентинським метеорологічним бюро, згідно з вимогами британської китобійної ліцензії, до зміни умов останньої в 1949 р.
Під час Фолклендського конфлікту, Грютвікен і Лейт Харбор були зайняті аргентинськими силами 3 квітня 1982 р. протягом двогодинної битви, у якій був пошкоджений аргентинський фрегат «Геріко» і збитий аргентинський вертоліт. Після 22-денної окупації аргентинський гарнізон капітулював без спротиву 25 квітня 1982 р., коли аргентинський підводний човен «Санта Фе» був пошкоджений і взятий в полон британським флотом біля острова.
Після конфлікту Велика Британія утримувала на мисі Кінг Едуард невеликий гарнізон морських піхотинців до березня 2001 р., коли Британська антарктична служба відновила контроль над своєю базою в Грютвікені.

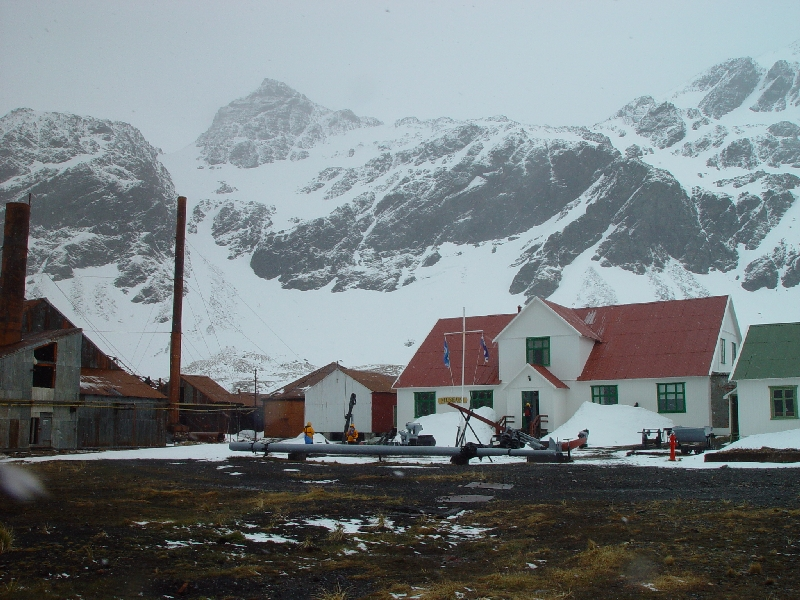
Музей Південної Джорджії, Грютвікен

В останні роки китобійна станція простоювала, після десятирічного простою була очищена від сміття і забруднення (нафто- і хімпродуктами і азбестом). Ряд споруд реставровані Урядом південної Джорджії для туристичних та інших цілей. Серед них — відома Норвезька церква, збудована в 1913 р., як і менеджерська вілла, віддана під Музей Південної Джорджії. Відремонтована також портова пристань підняті китобійні судна Албатрос і Діас, які до недавніх пір лежали на дні біля пристані. Є проєкт відновлення виробництва гідроенергетики на розташованій поруч штучній водоймі Гул Лейк.
Грютвікен — один з найпопулярніших туристичних об'єктів в Антарктиці, як через дивовижну картину навколишніх гір, льодовиків і фйордів, так через велику кількість історичних пам'яток, китобійної бази, на цвинтарі якої в 1922 р. похований відомий полярний дослідник сер Ернест Шеклтон. В Грютвікені народилась Сольвейг Гунбьорг Якобсен — перша людина, народжена в Антарктиці.